# Cubonia
Cubonia — рід грибів родини Ascobolaceae. Назва вперше опублікована 1889 року.
Сапротрофні гриби. Поширені всесвітньо.
Типовий вид роду Cubonia — C. brachyasca. До роду відносять від 3 до 7 видів:
- Cubonia boudieri
- Cubonia brachyasca
- Cubonia bulbifera
- Cubonia dentata
- Cubonia fusca
- Cubonia hyracis
- Cubonia niepolomicensis